# Polaribacter reichenbachii
Polaribacter reichenbachii ist ein Bakterium.
Es wurde von der pazifischen Grünalge Ulva fenestrata isoliert.

## Erscheinungsbild
Die Zellen der Bakterienart Polaribacter reichenbachii sind stäbchenförmig, mit einer Breite von 0,3 bis 0,4 μm und einer Länge von 1,1 bis zu 2,5 μm. Die Zelle besitzt keine Flagellen, allerdings ist eine gleitende Bewegung (gliding motility) zu beobachten. Hierzu werden keine Fimbrien oder Flagellen genutzt. Die Bewegung findet mit Hilfe von Proteinen statt, diese sind in der Cytoplasmamembran verankert und treten mit den Boden in Kontakt. Die Zelle wird dann auf Grund der Bewegung der Proteine innerhalb der Membran sozusagen nach vorne gezogen.
Polaribacter reichenbachii bildet auf marinen Agar gelbliche Kolonien. Sie sind kreisförmig, glänzend, schleimig und zeigen ganze Ränder. Sie erreichen einen Durchmesser von 2–3 mm.

## Wachstum und Stoffwechsel
Polaribacter reichenbachii ist chemoorganotroph, das Bakterium nutzt organische Verbindungen als Energiequelle und  zum Aufbau zelleigener Stoffe. Der Stoffwechsel beruht auf der Atmung, sie sind auf Sauerstoff angewiesen (strikt aerob).
Der Oxidase-Test und der Katalase-Test verläuft positiv. Aesculin, Agar, Gelatine und Stärke werden gespalten (hydrolysiert). Nur schwach zersetzt werden Casein, DNA, Tween 20 und Tween 80. Nicht genutzt werden Harnstoff, Zellulose und Tween 40 und Chitin.
Das Bakterium produziert Schwefelsäure. Nitrat wird reduziert.
Wachstum erfolgt bei Temperaturen zwischen 4 und 35 C°, mit einem Optimum zwischen 26 und 28 C°. Das Optimum für den pH-Wert liegt zwischen 7 und 7,5 (toleriert werden Werte zwischen 5,5 und 10). Es werden Natriumchlorid-Werte zwischen 0,5 und 8 % toleriert (Optimum ist 1 % NaCl).

## Chemotaxonomie
Der Gram-Test verläuft bei Polaribacter reichenbachii negativ. Die dominierenden Fettsäuren sind: iso-C15:0 (iso-Pentadecansäure), iso-C15:1, iso C15:0 3-OH (3-Hydroxy-Methyltetradecansäure), C15:0 (Pentadecansäure) und die Pentadecansäure mit einer Doppelbindung C15:1ω6.
Das dominierende Chinon ist das Menachinon 6 (MK-6).

## Systematik
Polaribacter reichenbachii wurde 2013 von der russischen Mikrobiologin Olga Nedashkovskaya und Kollegen beschrieben. Sie zählt zu der Familie der Flavobacteriaceae innerhalb der Ordnung der Flavobacteriales, welche zu der Abteilung der Bacteroidetes gestellt wird. Die erste beschriebene Art und somit die Typusart der Gattung Polaribacter ist P. filamentus. Sie wurde von John J. Gosink und Mitarbeitern im Jahr 1998 eingeführt.
Polaribacter zählt zu der sogenannten Cytophaga-Flavobacterium-Bacteroides Gruppe.

## Etymologie
Der Gattungsname Polaribacter bezieht sich auf die ersten Arten dieser Gattung, die Erstfunde stammen aus der Nähe des Nordpols. Der Artname P. reichenbachii wurde zu Ehren von dem deutschen Mikrobiologen Hans Reichenbach gewählt. Hans Reichenbach hat viele wichtige Untersuchungen im Zusammenhang mit der Abteilung Bacteroidetes durchgeführt.

## Genutzte Literatur
- Noel R. Krieg u. a. (Hrsg.): Bergey’s Manual of Systematic Bacteriology. 2. Auflage, Band 4: The Bacteroidetes, Spirochaetes, Tenericutes (Mollicutes), Acidobacteria, Fibrobacteres, Fusobacteria, Dictyoglomi, Gemmatimonadetes, Lentisphaerae, Verrucomicrobia, Chlamydiae, and Planctomycetes. Springer, New York 2011, ISBN 978-0-387-95042-6.
- Olga I. Nedashkovskaya, Andrey D. Kukhlevskiy und Natalia V. Zhukova: Polaribacter reichenbachii sp. nov.: A New Marine Bacterium Associated with the Green Alga Ulva fenestrata In: Current Microbiology (2013), 66 S:16–21 doi:10.1007/s00284-012-0200-x